# Carcharhinus galapagensis
Lo squalo delle Galapagos (Carcharhinus galapagensis Snodgrass & Heller, 1905) è una specie di squalo del genere Carcharhinus e della famiglia Carcharhinidae, che vive in più o meno tutte le acque del globo. Predilige le acque pure che circondano le isole oceaniche ed in particolare l'ambiente del reef, dove spesso è la specie di squalo più diffusa.
Si tratta di una specie di grandi dimensioni, che raggiunge normalmente i 3,7 metri di lunghezza, e che per via del suo corpo fusiforme, tipico degli squali del reef, è difficile da distinguere rispetto al Carcharhinus obscurus ed al Carcharhinus amblyrhynchos, specie che condividono con quella in questione l'habitat. Tratto caratterizzante dello squalo delle Galapagos è la prima pinna dorsale molto slanciata verso l'alto, con la punta arrotondata e che si origina al di sopra della parte terminale delle pinne pettorali.
Si tratta di predatori molto attivi, che spesso si incontrano in gruppi numerosi. Principalmente si nutrono di pesci ossei che si nascondono sui fondali e di cefalopodi. Gli individui più grandi hanno comunque una dieta più varia, che prevede piccoli squali, iguane marine, otarie e leoni marini o addirittura rifiuti umani.
Come il resto della famiglia, la specie è vivipara, e le femmine partoriscono da 4 a 16 squaletti ogni 2-3 anni. Si sa che i piccoli cercano di rimanere in acque poco profonde per evitare di divenire preda degli adulti.
Trattandosi di una specie piuttosto aggressiva, e visti alcuni episodi di attacchi contro esseri umani, lo squalo delle Galapagos è considerato pericoloso per l'uomo.
L'International Union for Conservation of Nature (IUCN) ha classificato la specie come prossima alla minaccia, per via del lento tasso riproduttivo e della pesca intensiva che se ne fa attraverso tutto l'areale.

## Tassonomia
Inizialmente la specie fu descritta con il nome di Carcharias galapagensis da Robert Evans Snodgrass e Edmund Heller nel 1905, per poi essere spostata nel genere Carcharhinus. Il tipo nomenclaturale scelto dai due scienziati du un feto di 65 cm ritrovato presso le Isole Galapagos, che fornirono loro l'idea per il nome scientifico.

## Filogenia
Garrick nel 1982 decise di inserire la specie al centro del gruppo obscurus, uno dei due gruppi in cui divise il genere Carcharhinus. Assieme allo squalo delle Galapagos in questo gruppo troviamo il Carcharhinus altimus, il Carcharhinus perezi, il Carcharhinus plumbeus, il Carcharhinus obscurus ed il Carcharhinus longimanus, caratterizzati tutti da grandi dimensioni, denti di forma triangolare e cresta interdorsale.
Uno studio sugli allozimi, portato avanti da Naylor nel 1992 ha riaffermato la corretezza di questa suddivisione, ma vi ha aggiunto il Carcharhinus falciformis e la Prionace glauca. Sembra inoltre che i parenti più stretti dello squalo delle Galapagos siano proprio quest'ultimo squalo, il Carcharhinus falciformis ed il Carcharhinus longimanus.

## Areale

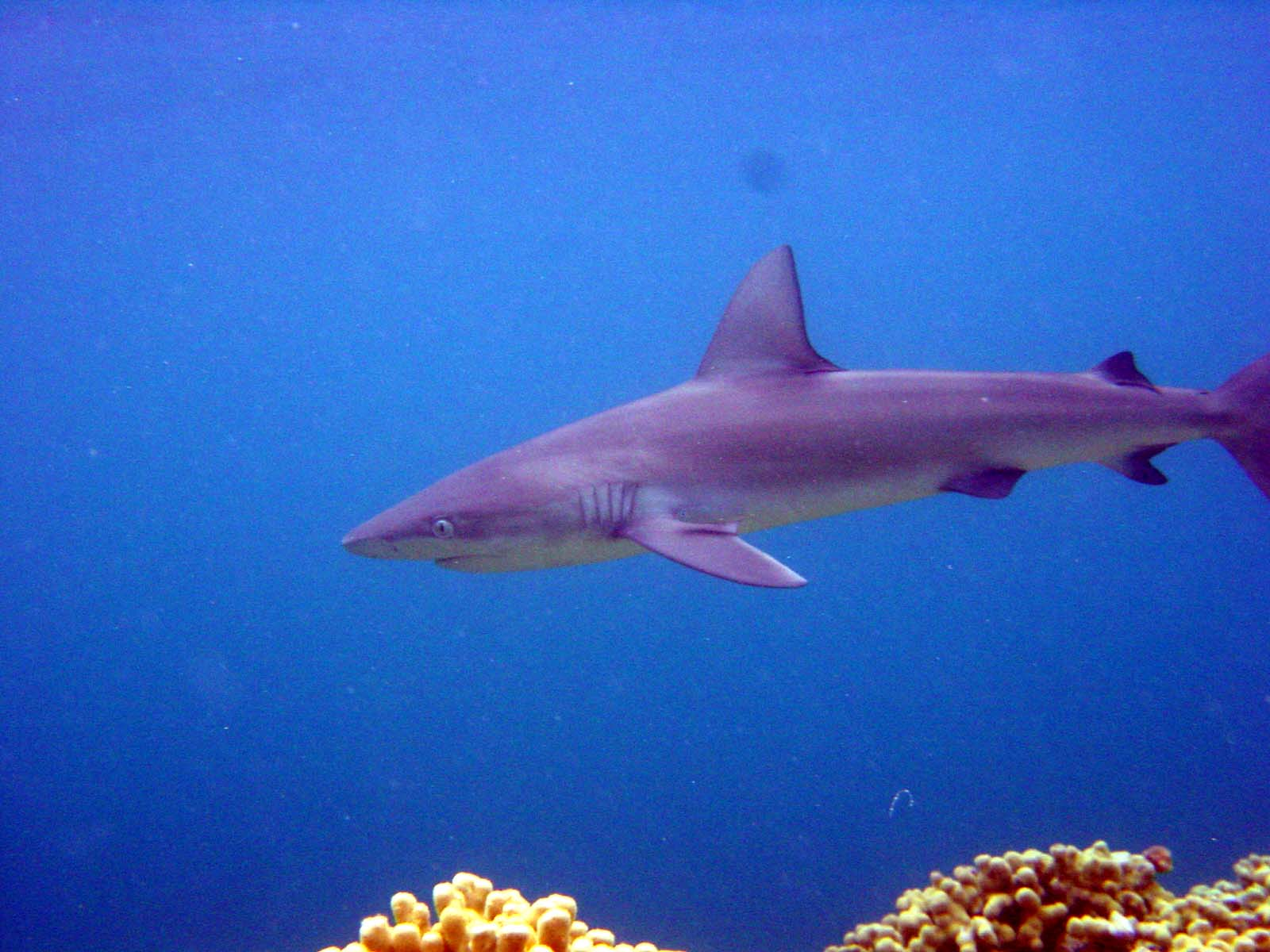
Questi squali sono piuttosto comuni nelle zone circostanti le barriere coralline delle isole oceaniche.

Principalmente li troviamo al largo delle isole tropicali oceaniche. Nell'Oceano Atlantico, lo troviamo presso le Bermuda, le Isole Vergini, Madera, Capo Verde, l'Isola di Ascensione, Sant'Elena e São Tomé. Nell'Oceano Indiano si sa che vive presso le Walters Shoals, formazioni rocciose sommerse al largo del Madagascar meridionale. Nell'Oceano Pacifico vive presso l'Isola di Lord Howe, le Isole Marianne, le Isole Marshall, le Isole Kermadec, Tupai, le Isole Tuamotu, le Hawaii, l'Isola Malpelo, le Isole Galapagos, l'Isola del Cocco, le Isole Revillagigedo, l'Isola Clipperton. Vi sono inoltre sparuti avvistamenti della specie al largo della penisola iberica, della Baja California, del Guatemala, della Colombia, dell'Australia orientale.

## Habitat
In genere li troviamo al di sopra di piattaforme continentali ed insulari nella zona vicino alla costa, in particolare presso le barriere coralline con acqua pura e forti correnti convergenti. Si radunano inoltre nei pressi di atolli rocciosi e seamounts. Vista la grandezza sconfinata dell'areale della specie e la sua struttura a piccoli punti si può immaginare che questi squali riescano ad attraversare l'oceano aperto che separa le isole oceaniche. Ciò è probabilmente vero in quanto si sono avvistati degli esemplari lontani più di 50 km dalla terraferma. Assai raramente i giovani si avventurano al di sotto dei 25 metri di profondità, mentre gli adulti possono arrivare anche a 180.

## Aspetto

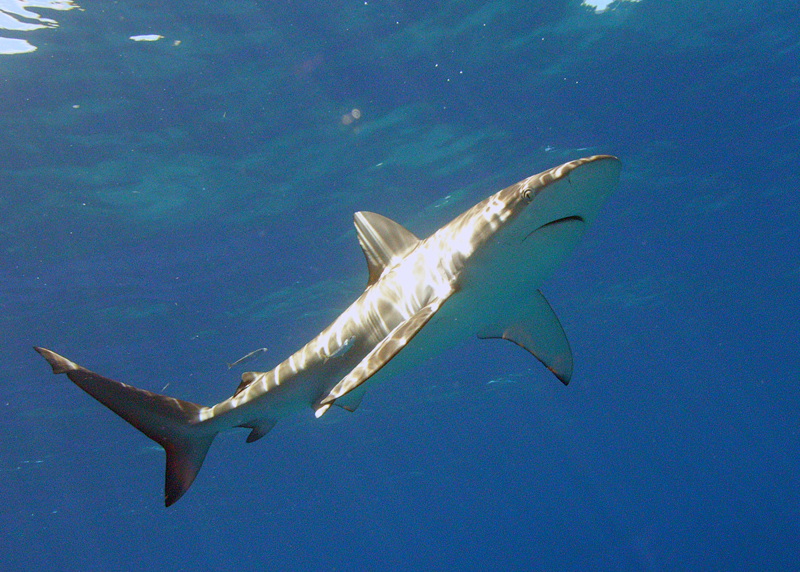
È piuttosto difficile distinguere lo squalo delle Galapagos dagli altri Carcharhinidae di grandi dimensioni.

Si tratta di una delle specie più grandi del genere, che spesso raggiunge i 3 metri di lunghezza. I record di lunghezza e massa corporea sono rispettivamente di 3.7 metri e 85.5 kg. Il corpo è snello e allungato, tipico degli squali requiem. il muso è largo ed arrotondato, e le narici presentano dei lembi di pelle a protezione. Gli occhi sono circolari e di medie dimensioni. La bocca contiene da 13 a 15 (generalmente 14) file di denti su entrambi i lati di entrambe le mascelle, più un dente supplementare alla simfisi. I denti superiori sono robusti e triangolari, mentre quelli inferiori sono più sottili. Entrambe le categorie sono caratterizzate da dentellature piuttosto fitte.
La prima pinna pettorale è alta e a forma di falce, e si origina al di spora delle punte delle pinne pettorali. Una cresta interdorsale bassa che conduce sino alla seconda pinna dorsale è presente. Quest'ultima pinna si origina al di sopra della pinna anale. Le pettorali sono appuntite e grandi.
Il colore è bruno grigiastro sul dorso e bianco sul ventre, con delle strisce bianco pallido sui fianchi. Le punte delle pinne sono scure, ma non in modo eccessivo.
Possiamo distinguere lo squalo delle Galapagos dallo squalo bruno grazie alle pinne dorsali più elevate ed ai denti più grandi, e possiamo distinguerlo dallo squalo grigio perché il corpo è meno robusto e la prima pinna dorsale è meno appuntita rispetto a quella di quest'ultimo. Sul campo tuttavia, diventa assai difficile osservare questi particolari. Le vertebre precaudali sono poi in numero diverso. Lo squalo delle Galapagos ne ha 58, il bruno da 86 a 97, il grigio da 110 a 119.

## Biologia

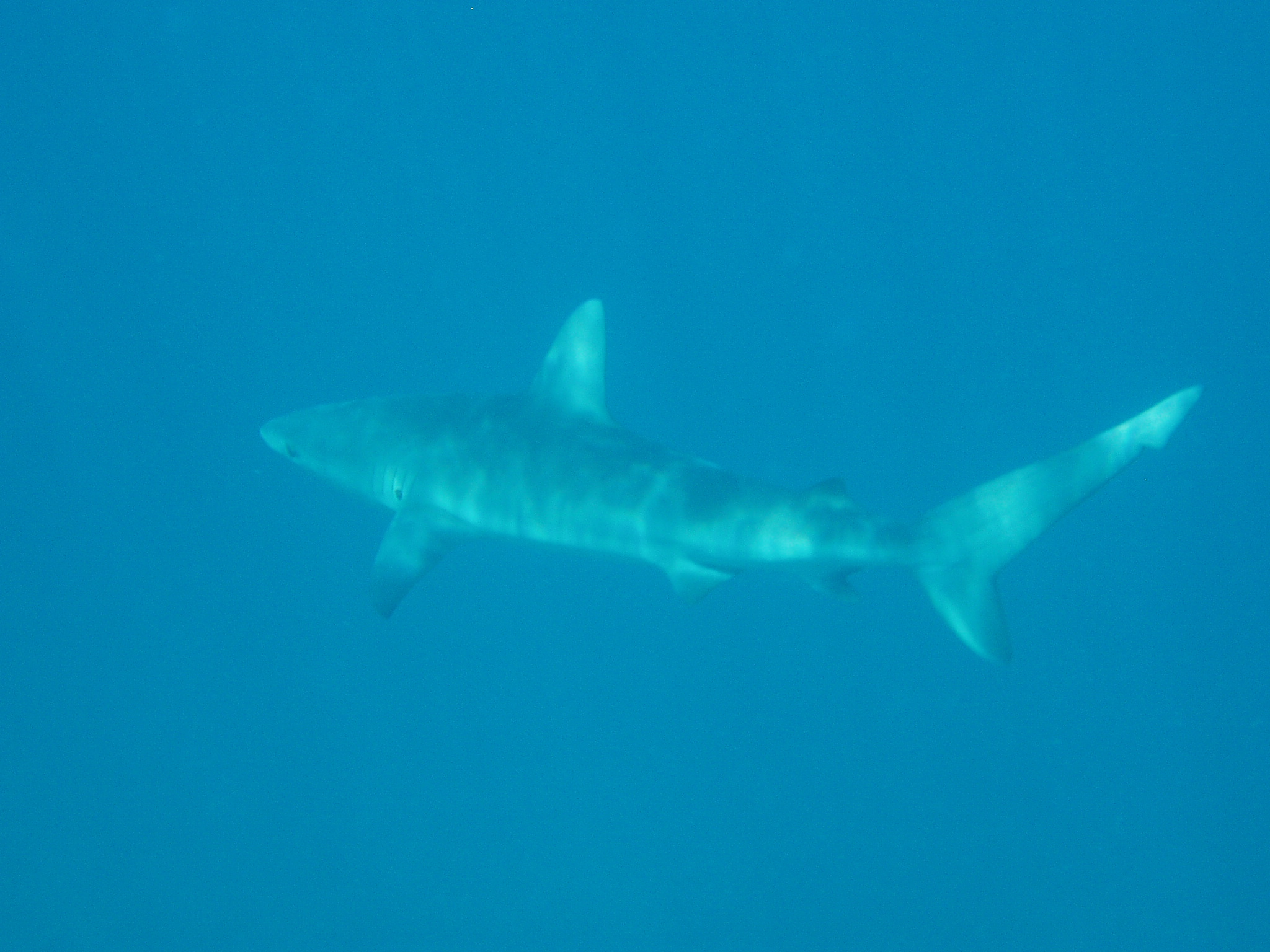
Un esemplare di squalo delle Galapagos al largo dell'Atollo Kure nelle Hawaii.

### Comportamento
Lo squalo delle Galapagos è spesso il più diffuso nelle acque poco profonde che circondano le isole oceaniche.
Nella loro prima descrizione della specie Snodgrass ed Heller notarono che il loro schooner aveva catturato diverse centinaia di questi squali e che migliaia ancora potevano essere osservate in acqua. Presso l'Arcipelago di San Pietro e San Paolo, che si trova nelle vicinanze della Dorsale medio atlantica, i Carcharhinus galapagensis sono stati descritti come una delle più dense popolazioni di squali di tutto l'Atlantico. Anche se in alcune zone si riuniscono in grossi gruppi, questi non sono esattamente definibili scuole.
Quando si riuniscono in gruppo, gli squali delle Galapagos dominano i Carcharhinus limbatus ed i Carcharhinus albimarginatus di pari taglia. Quando sono messi alle strette, possono mostrare i sintomi caratteristici di alcuni squali quando si sentono minacciati (la specie dove essi sono più evidenti è il Carcharhinus amblyrhynchos). Lo squalo inizia in questi casi a muoversi in modo nervoso ed esagerato, a nuotare ruotando su se stesso, inarcare il dorso e abbassare le pinne pettorali, esporre le branchie e far scattare le mascelle. Spesso muovono anche la testa a destra e a sinistra per mantenere la minaccia all'interno del campo visivo.
Un parassita noto dello squalo in questione è il platelminte Dermophthirius carcharhini, che si attacca alla pelle. Un Caranax melampygus è invece stato osservato mentre si muoveva sulla pelle di uno di questi squali per liberarsi dai parassiti.
Mentre raccoglieva pesci presso l'Isola di Clipperton, nel 1963 Limbaugh notò come dei giovani esemplari di squalo delle Galapagos avessero circondato la barca e molti individui avessero iniziato a caricare il nulla o a colpire la chiglia della barca, i remi, le boe di segnalazione. Questo comportamento continuò nonostante l'equipaggio avesse cercato di allontanarli con del rotenone (una tossina) e con del repellente per squali, e alcuni inseguirono la barca sino sotto costa, sino al punto di esporre il dorso fuori dalla superficie.

### Dieta

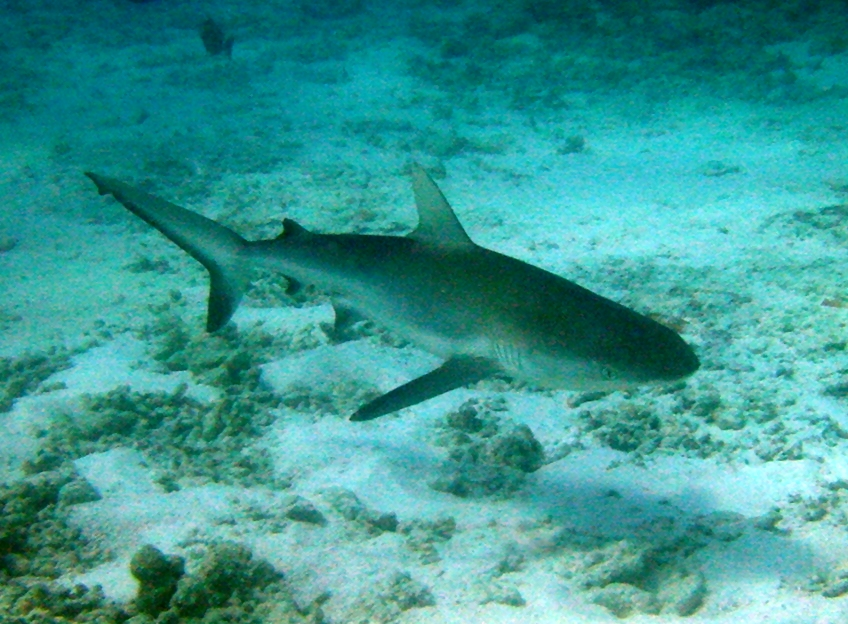
Territorio di caccia di questo squalo è tipicamente il fondale.

Il cibo principale degli squali delle Galapagos sono pesci ossei bentici (tra i quali anguille, branzini, pesci piatti, teste piatte e pesci balestra) e piovre. Occasionalmente si nutrono anche di sgombri, pesci volanti, tonni e calamari. Con la crescita, entrano a far parte della dieta anche elasmobranchi (tra i quali razze e piccoli squali, anche della stessa specie) e crostacei, nonché oggetti apparentemente indigesti come foglie, coralli, rocce e rifiuti. Presso le Galapagos, la specie è stata osservata mentre attaccava otarie orsine delle Galapagos (Arctocephalus galapagoensis), leoni marini delle Galapagos (Zalophus wollebaeki) e iguane marine (Amblyrhynchus cristatus).

### Riproduzione
Come il resto degli squali requiem, anche lo squalo delle Galapagos è viviparo: l'embrione viene nutrito da una connessione placentale che si sviluppa a partire dal tuorlo esaurito che lo contiene. Le femmine partoriscono ogni 2 - 3 anni. L'accoppiamento avviene tra gennaio e marzo, periodo nel quale le femmine mostrano graffi procurati dal maschio con i denti per mantenere la presa durante la fecondazione. La gestazione dura circa un anno. La primavera successiva alla fecondazione, le femmine gravide si recano in aree vivaio a bassa profondità dove partoriscono da 4 a 16 squaletti. La dimensione dei cuccioli è tra i 61 e gli 80 cm, anche se alcuni cuccioli di non più di 57 cm osservati nel Pacifico fanno pensare che le dimensioni possano variare con l'area geografica.
I giovani rimangono per un certo periodo in acque poco profonde per evitare di essere preda degli adulti. Il maschio matura a 6-8 anni, quando è lungo 2.1-2.5 metri, mentre la femmina lo fa a 7-9 anni, quando raggiunge 2.2-2.5 metri di lunghezza. Sembra comunque che nessuno dei due sessi sia in grado di riprodursi prima dei 10 anni d'età. La vita media dovrebbe superare i 24 anni.

## Interazioni con l'uomo

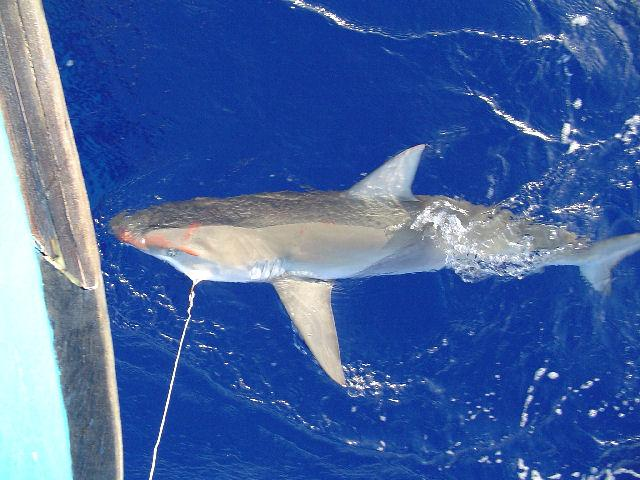
Uno squalo delle Galapagos all'amo di un peschereccio al largo delle Hawaii.

Curioso e poco incline alla fuga, questo squalo è considerato pericoloso per l'uomo e immersioni senza protezioni in aree che ne sono ricche sono sconsigliate. Generalmente si avvicinano all'uomo incuriositi da una pinna o dalla forma di una mano oppure perché attirati in grandi quantità da operazioni di pesca. Il biologo Fitzroy nel 1839 li ha osservati al largo dell'Arcipelago di San Pietro e San Paolo notando che 

Invece Limbaugh nel 1963 riportò che presso l'Isola di Clipperton
È quindi assai difficile allontanare questi squali, poiché l'allontanamento temporaneo di uno di loro causerebbe il raduno di altri e l'istantaneo ritorno di quello, e l'utilizzo di armi da fuoco potrebbe scatenare una frenesia alimentare. Sino al 2008, vi sono stati due attacchi confermati da parte di questi squali a degli esseri umani: il primo, letale, alle Isole Vergini, il secondo, non letale, alle Bermuda.
L'International Union for Conservation of Nature (IUCN) ha stabilito che la specie sia a rischio minimo. Anche se non vi sono prove certe di ciò, si sa che la specie viene catturata attraverso tutto l'areale dai pescatori. Si dice che la carne di uno squalo delle Galapagos sia di qualità eccellente. Anche se è ancora comune in zone come le Hawaii, la specie è stata estirpata dall'America Centrale e l'areale molto frammentato mette in pericolo anche gli esemplari di altre regioni. Le popolazioni di Kermadec e delle Galapagos sono protette all'interno di riserve marine